# Evaristo Fernández Blanco
Evaristo Fernández Blanco (Astorga, 6 de marzo de 1902 – Madrid, 22 de octubre de 1993) fue un compositor español de la Generación del 27, llamada también de la República.

## Comienzos
Evaristo Fernández Blanco nació en Astorga, donde siendo casi un niño frecuentó las clases de Manuel Ansola y Marcelino González, maestros de capilla de la catedral, de quienes recibió los primeros rudimentos de armonía.
Con catorce años, la Diputación Provincial de León le niega una beca para estudiar música. Poco después se traslada con su familia a Madrid, sin perder nunca el contacto con su tierra: León. Compone la música del juguete cómico "La Estufa", de Revillo y Goy, y una Serenata para piano que dedica al pintor Demetrio Monteserín.
Ingresa en el Real Conservatorio de Madrid, estudiando primero con Tomás Bretón y, más tarde, con su sucesor Conrado del Campo. Durante ese periodo, en 1920, compone su Vals Triste, su primera obra orquestal.
En 1921 obtiene el premio extraordinario del Real Conservatorio de Madrid con su obra Impresiones montañesas. Muestra pues tempranamente la influencia de su tierra natal en su música en la que siempre hará un lugar al folklore. No en vano, el propio Evaristo comentaría al respecto años más tarde: "Cuando quiero escribir música popular leonesa no necesito ninguna melodía tradicional, puedo recurrir a mi alma, a mis sentimientos y el resultado es leonés porque mi alma es leonesa". Junto con dicho premio iba asociada una beca de la Sociedad General de Autores para estudiar en el extranjero. Evaristo, que había conocido a Arnold Schönberg a través de Conrado del Campo, elige Berlín para estudiar con él. Cuando llega, Schönberg ya había marchado a Viena como catedrático de la Escuela Superior de Música, ocupando su puesto Franz Schrecker, que queda impresionado por su trabajo, en especial por su poema sinfónico Exaltación.

## Periodo de madurez
Entre 1922 a 1932 está fechada la mayor parte de su obra, dentro de la cual destacan sus Poemas Líricos (1923), la Obertura sinfónica para gran orquesta (1925), el Trío en do mayor para piano, violín y violoncello (1928), el Movimiento perpetuo para piano (1928) y las Dos danzas leonesas para orquesta (1932).
A su vuelta a España, en 1935 es contratado como profesor de música en el grupo escolar Montesinos de Madrid. Es en Madrid donde vive cuando estalla la guerra civil española que condiciona su vida musical. Se alinea con el bando republicano y colabora como pianista en el sexteto Union Radio Urgoiti, emisora a la que estaban vinculados varios músicos de la Generación del 27, como Rodolfo Halffter, Salvador Bacarisse, Fernando Remacha, Gustavo Pittaluga y Julián Bautista (todos ellos miembros del llamado Grupo de los Ocho), con los que tuvo mucha relación.
Durante la guerra civil fue delegado en Madrid del Comité de Música que había trasladado su sede, primero a Valencia y posteriormente a Barcelona. La editorial del Comité publicó varias de sus obras, como el Trío en do mayor y Movimiento perpetuo. Asimismo, Fernández Blanco interviene en la creación, el año 1937, de la Orquesta Nacional de Conciertos, la cual puede considerarse como la primera orquesta estatal española, reclamada ya en 1931 por Adolfo Salazar.
En la guerra desaparecen muchas de sus partituras y más tarde, por razones políticas, pierde su trabajo en Union Radio Urgoiti, optando por permanecer escondido durante dos años en Viascón, una pequeña aldea de Pontevedra, donde escribió su obra más ambiciosa, Obertura dramática, la cual no pudo ser estrenada hasta cuarenta y tres años después de haber sido escrita.

## Periodo de posguerra
Entre 1941 y 1943 pasa a vivir a Barcelona, trabajando como músico en el Teatro Tívoli (Barcelona). De esta época (1942) son sus Dos canciones amorosas y su Obertura dramática, cuyo subtítulo es "ambientación musical para un drama socio-bélico", en la que se deslizan compases de la "Varsoviana" (himno anarquista) así como de la Internacional. En ella, el compositor vuelca la amargura y desilusiones acumuladas a lo largo de los últimos años. José Luis Temes, Premio Nacional de Música, dijo acerca de la Obertura dramática: "es una obra maestra, uno de los hitos del sinfonismo español del siglo XX". Como curiosidad, esta pieza requiere ocho trompas, el doble de lo habitual. 
En 1943 fallece su esposa Sara, víctima de una de las hambrunas de postguerra, lo que lo deja abatido. Evaristo Fernández Blanco perteneció a esa clase de compositores marcados por la tragedia.
Trabaja como pianista en diversas compañías de Zarzuela y Variedades como las compañías Los Vieneses o "Rambla", haciendo giras por Latinoamérica (1949-1951). Trabaja también en las compañías de Celia Gámez y Nati Mistral. Llega a trabajar en la orquesta del Teatro de la Zarzuela de Madrid, pero no vio la oportunidad de dar salida a sus obras sinfónicas y a sus piezas de cámara, llevándole la desilusión a dejar de componer.

## Últimos años
Con la vuelta de la democracia a España en 1976, se recupera el interés por la obra de Fernández Blanco, si bien de una forma muy leve. En 1978 se reestrenan sus Dos danzas leonesas, de las que Turina dijo: "Son preciosas" y de una orquestación "precisa y detallada". También en 1978 se estrenan, en este caso, el Trío en do mayor y el Movimiento perpetuo para piano. Por fin, el 26 de febrero de 1983 se estrena en el Teatro Real de Madrid su obra cumbre, la Obertura dramática, con 43 años de retraso.
Es de esta época (1982) la Suite de danzas antiguas, un encargo de Enrique Franco, director de programas musicales de Radio Nacional de España, que no se estrenaría hasta pasados tres años, por la Orquesta Sinfónica de RTVE.

## Su obra
Su composición, equilibrada y pulcramente orquestada, posee una extraordinaria solidez, lo que quizás denote la influencia de la música germana de sus maestros. En cualquier caso, Evaristo Fernández es un músico original e innovador para su época en el que se reunían las tendencias nacionalistas, clásicas y modernistas, conformando un estilo propio en el que también tuvo cabida el folclore leonés. Sus Poemas Líricos para soprano y piano, sobre poemas del también astorgano Alfredo Nistal Martínez, son precursores del serialismo musical.